# Nemoraea rutilioides
Nemoraea rutilioides là một loài ruồi trong họ Tachinidae.